# Balawat

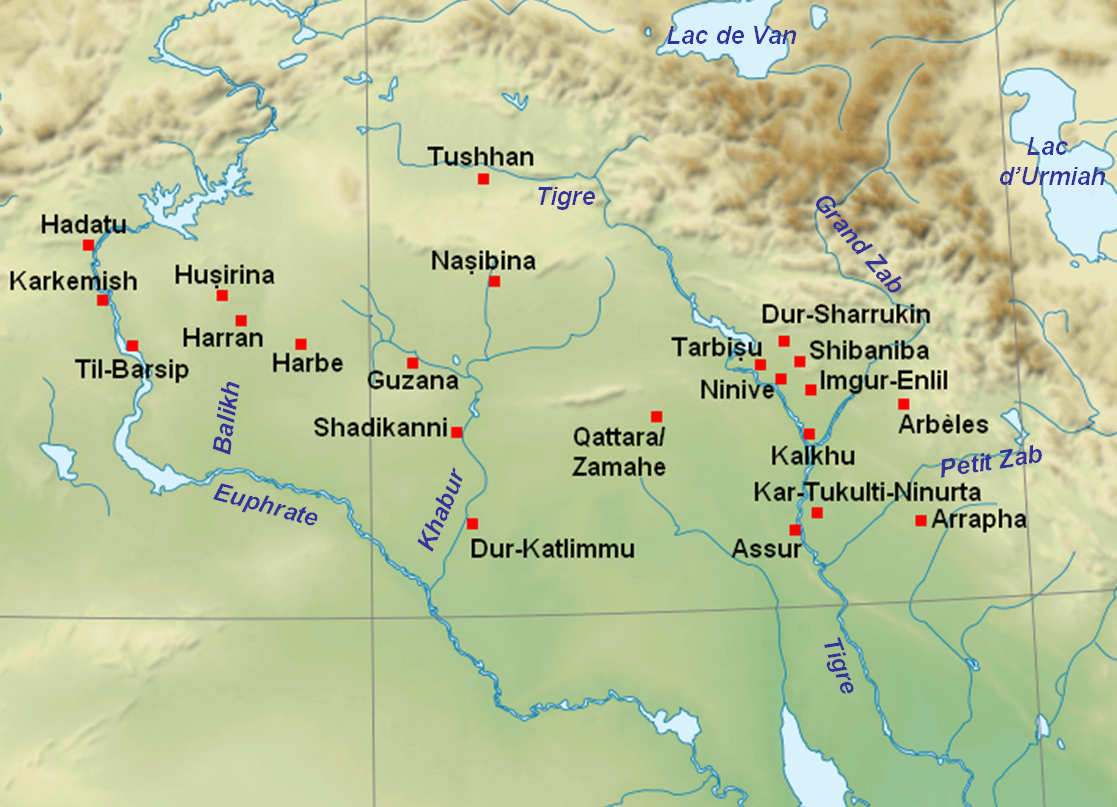
Mapa północnej Mezopotamii i Syrii z zaznaczonym położeniem asyryjskiego miasta Imgur-Enlil (obecnie wioska Balawat w Iraku)

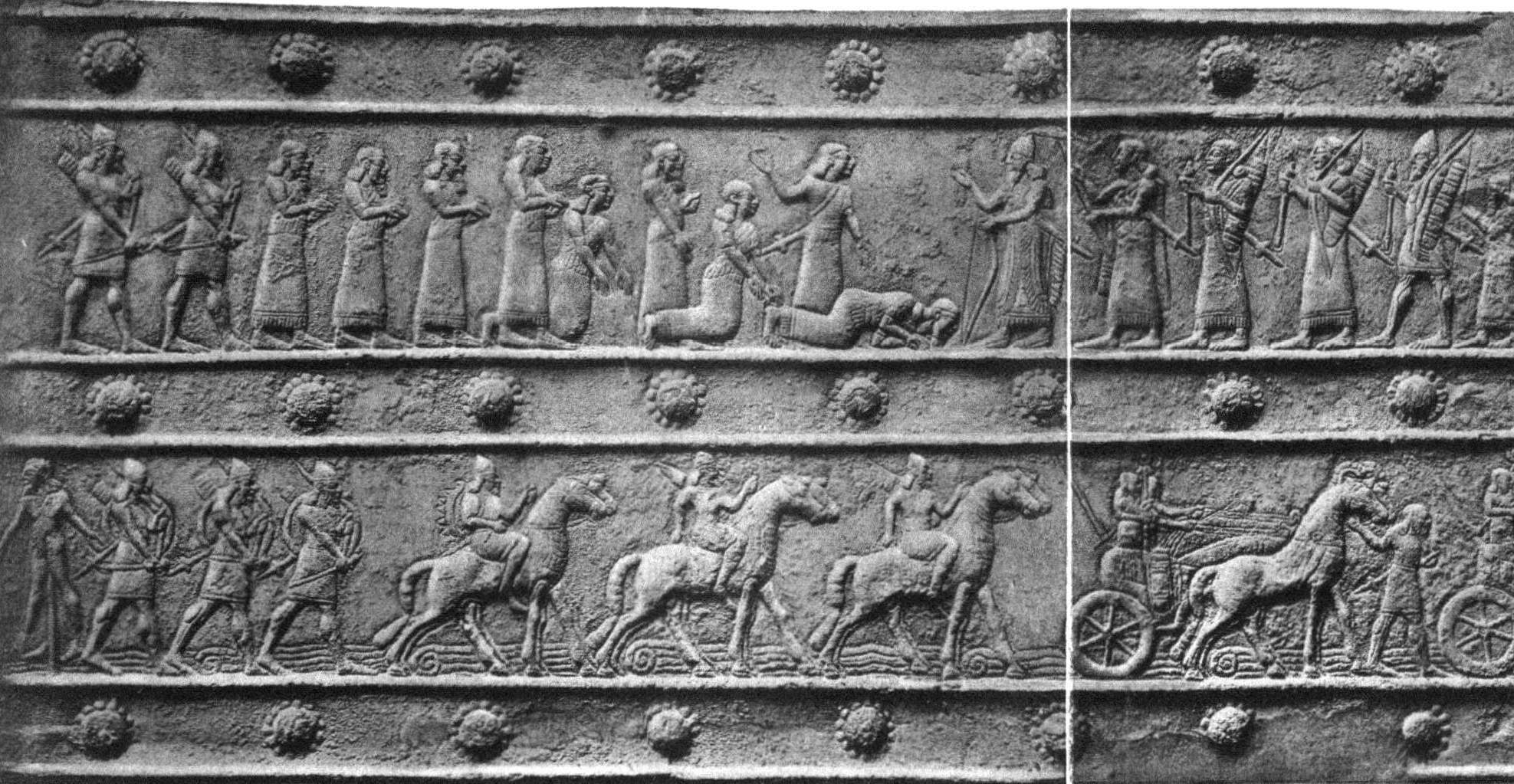
Fragment jednego z brązowych paneli z wrót Salmanasara III z Balawat

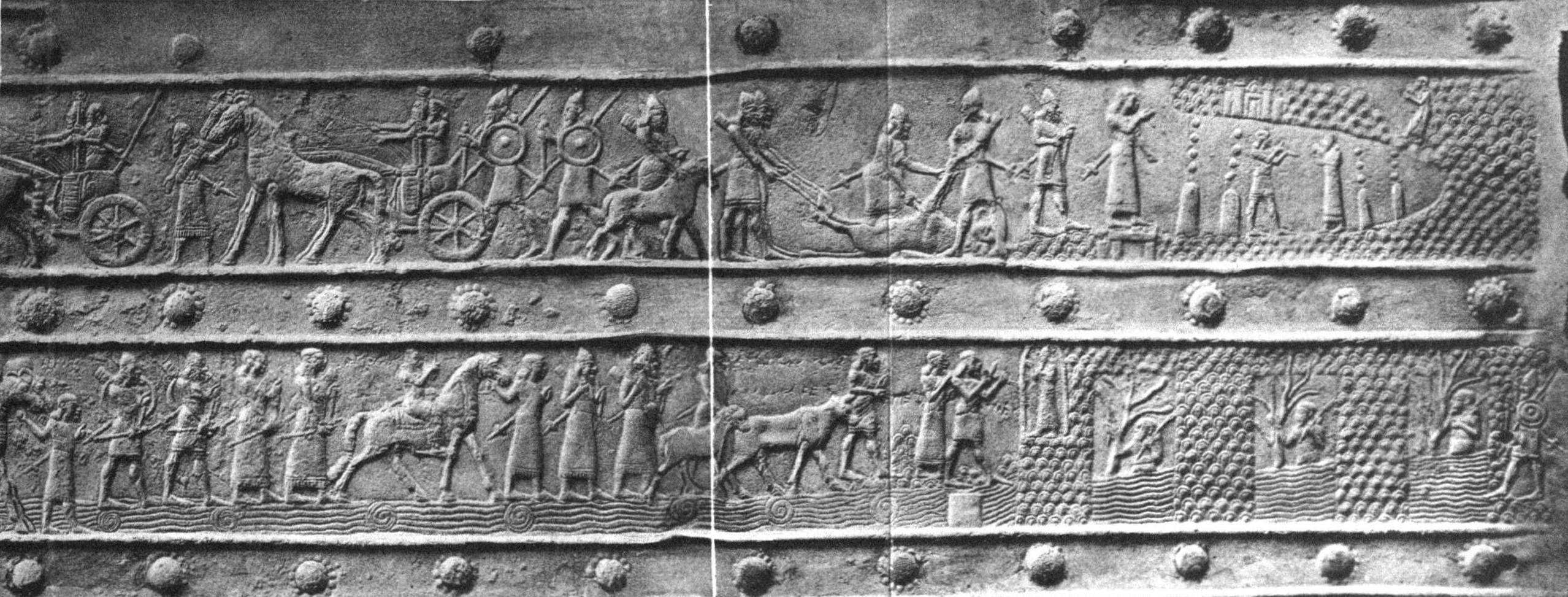
Fragment innego z brązowych paneli z wrót Salmanasara III z Balawat

Balawat – nazwa wioski w północnym Iraku, położonej ok. 25 km na południowy wschód od Mosulu; ważne stanowisko archeologiczne kryjące pozostałości nowoasyryjskiego miasta Imgur-Enlil.

## Historia
Odkrycia na głównym tellu w Balawat wskazują, iż stanowisko to zamieszkane było już w okresie Ubajd (ok. 5000-3750 p.n.e.). Małe osiedla znajdowały się tu również w okresie Uruk (ok. 3750-3150 p.n.e.) i okresie środkowoasyryjskim (XIV-X w. p.n.e.). Główna faza zasiedlenia stanowiska przypada jednak na IX-VII wiek p.n.e., kiedy to istniało tu ważne nowoasyryjskie miasto Imgur-Enlil (akad. Imgur-Enlil, tłum. „bóg Enlil wyraził zgodę”). Według odnalezionej na stanowisku inskrypcji fundacyjnej miasto to założyć miał król asyryjski Aszurnasirpal II (883-859 p.n.e.). To on nadać miał miastu nazwę i wznieść pałac i świątynię poświęconą bogu snów Mamu. Budowę miasta kontynuował Salmanasar III (858-824 p.n.e.), syn i następca Aszurnasirpala II. Miejsce na założenie miasta nie zostało wybrane przypadkowo, gdyż ulokowane ono zostało na skrzyżowaniu ważnych dróg królewskich, w odległości ok. 15 km od miasta Kalchu, które Aszurnasirpal II uczynił nową stolicą państwa. Mury miejskie otaczały obszar o powierzchni 52 ha. Centralne miejsce w mieście zajmowały pałac i świątynia. Imgur-Enlil istniało przez ponad dwa stulecia, aż do upadku Asyrii (koniec VII w. p.n.e.), kiedy to najprawdopodobniej zostało zdobyte i zniszczone przez Medów i Babilończyków. Ślady późniejszego zasiedlenia z okresu hellenistycznego (IV-I w. p.n.e.) odkryto na szczycie tellu.

## Prace wykopaliskowe
Pierwsze prace wykopaliskowe w Balawat przeprowadził w 1878 r. Hormuzd Rassam, działając z ramienia British Museum. Prace swe skoncentrował on na głównym tellu, gdzie odkrył pozostałości pałacu, a w nich fragmenty dwóch zestawów brązowych paneli, które stanowiły oryginalnie dekorację dwóch monumentalnych wrót wiodących do pałacu. Panele te, na których przedstawione zostały sceny królewskich polowań i wypraw wojennych, nosiły inskrypcje, dzięki którym udało się ustalić, iż jeden zestaw (gorzej zachowany) pochodził z czasów panowania Aszurnasirpala II, a drugi (w o wiele lepszym stanie) z czasów panowania jego syna Salmanasara III. Na tellu Rassam odkrył również pozostałości świątyni, a w nich inskrypcje fundacyjne Aszurnasirpala II. Stanowisko przebadane zostało ponownie w latach 1956-57 przez brytyjskiego archeologa Maxa Mallowana, który w jednym z pomieszczeń świątyni odnalazł trzeci zestaw brązowych paneli pochodzących z czasów Aszurnasirpala II. W innym z pomieszczeń znaleziono ok. 40 tabliczek glinianych, które okazały się być dokumentami administracyjnymi z końca VIII i VII w. p.n.e. W 1989 roku badania powierzchniowe na stanowisku przeprowadził zespół archeologów z British Museum pod kierunkiem D.J. Tuckera. 

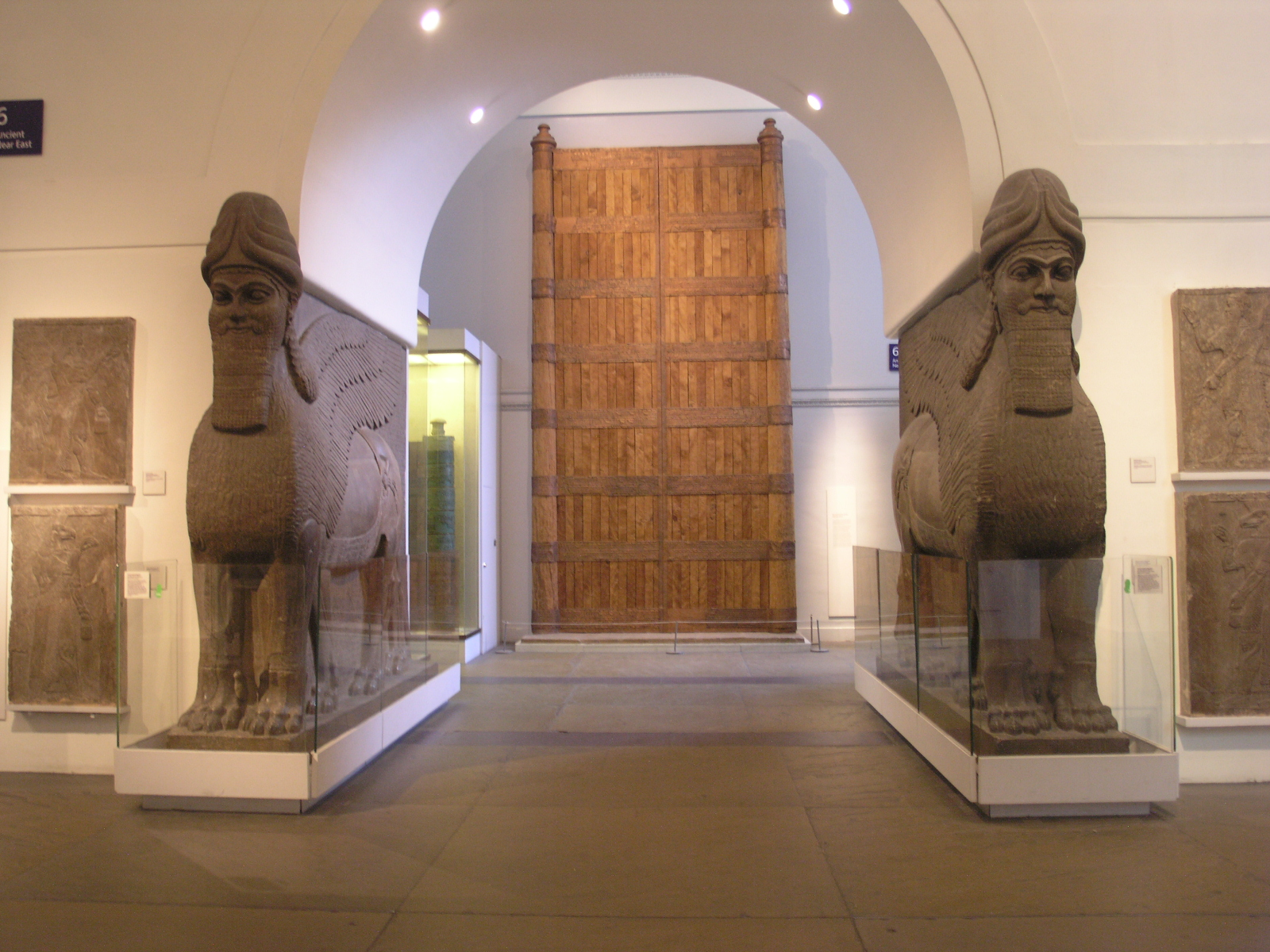
Rekonstrukcja wrót Salmanasara III z Balawat w British Museum w Londynie

## Wrota Salmanasara III
Monumentalne drewniane wrota wzniesione przez asyryjskiego króla Salmanasara III (858–824 p.n.e.) w jego pałacu w Imgur-Enlil. Ich pozostałości, w postaci fragmentów brązowych paneli, stanowiących pierwotnie elementy okucia drewnianych skrzydeł, zostały odkryte w 1878 r. w trakcie wykopalisk prowadzonych w Balawat przez Hormuzda Rassama. Elementy z drewna nie zachowały się, ale znaleziona na stanowisku inskrypcja fundacyjna Aszurnasirpala II wspomina, iż tego rodzaju wrota budowano z drewna cedrowego. Skrzydła wrót nie były zawieszone na zawiasach, lecz przytwierdzone na stałe do obrobionych, osadzonych w kamiennych gniazdach pni.  Oryginalnie wrota te były wysokie na 6,8 metra i szerokie na 2,3 metra. Ich rekonstrukcja obecnie eksponowana jest w British Museum w Londynie.

Fragmenty brązowych paneli to wszystko, co przetrwało z wrót. Oryginalnie takich paneli w postaci metalowych pasów z wykutymi przedstawieniami było osiem, każdy o wysokości ok. 27 cm. Rozmieszczone one były w równych odległościach od siebie, w układzie pasowym, od szczytu do podstawy wrót. Każdy panel podzielony był na dwa rejestry - górny i dolny, na których ukazano wydarzenia z pierwszych 10 lat panowania Salmanasara III. Tematem przewodnim przedstawionych scen są wyprawy wojenne - przemarsz wojsk asyryjskich przez nieprzyjacielskie kraje, oblężenia, życie obozowe, składanie trybutu przez pokonanych władców, dziękczynne ofiary ze zwierząt. Z dużą dbałością o szczegóły ukazano ubiór, uzbrojenie i wyposażenie wojsk, a także elementy przyrody. Niektóre ze scen opatrzone są krótkimi inskrypcjami, wyjaśniającymi jakie dokładnie wydarzenia zostały na nich przedstawione.